# Nopalea inaperta
Nopalea inaperta är en kaktusväxtart som beskrevs av A. Schott och David Griffiths. Nopalea inaperta ingår i släktet Nopalea och familjen kaktusväxter. Inga underarter finns listade i Catalogue of Life.